# Devin Graham
Devin Graham (29 luglio 1983) è un regista statunitense.
Produce video di avventura e di sport estremi su YouTube sotto il nome di devinsupertramp. Il suo canale ha 4.9 milioni di iscritti ed oltre 800 milioni di visualizzazioni in totale.

## Carriera
Devin per primo ha iniziato a fare video con le acrobazie sullo snowboard. Dopo essersi rotto la schiena e le gambe sullo snowboard, ha cambiato il suo interesse, spostandosi dietro la camera. Graham ha studiato come fare film presso la Brigham Young University, con l'originale intento di creare lungometraggi. Dopo aver visto il successo dei video su YouTube, specialmente uno realizzato con un cellulare, dove ha accumulato oltre 2 milioni di visualizzazioni, Devin ha scelto di concentrarsi nel creare video, piuttosto che concentrarsi nel completare la sua laurea.
Graham maggiormente produce video/film, montandoli personalmente. in diverse occasioni, Graham ha lavorato con il suo compagno di stanza Jeff Harmon, altri per il suono e cameramen se era necessario. In Logan, Utah, ha chiesto a 30 fan volontari tramite un appello pubblico su Facebook, di essere aiutato in un suo video per una guerra a palle di neve.
Il canale YouTube di Devin ha più di 3.4 milioni di iscritti e i suoi video hanno più di 620 milioni di visualizzazioni a partire dall'agosto 2015. I suoi video sono noti per il suo alto valore di produzione e l'uso frequente di stabilizzatori Glidecam. Alcune delle sue entrate provengono da sponsorizzazioni aziendali per i suoi video; alcuni di questi sono il marchio di abbigliamento Vooray, Bear Naked, Mountain Dew, Ford, Reebok ed anche Stick Gear.

## Vita personale
Per un breve periodo è stato il ragazzo della celebrità di Youtube Lindsey Stirling; entrambi frequentavano la stessa università e la chiesa (Chiesa di Gesù Cristo dei santi degli ultimi giorni). I due poco dopo hanno realizzato un video musicale per il singolo di Lindsey Stirling Crystallize. Essi da allora hanno concluso il loro rapporto, ma sono rimasti amici.
Graham inoltre ha avuto una relazione con Hailey Gardiner del gruppo delle cantanti Gardiner Sisters. Il brano "Happily Ever After" dal loro nuovo album intitolato "Better" è stato scritto da Hailey in riferimento alla fine della loro relazione.